# Personnages des Trois Royaumes
 (avril 2010).
Si vous disposez d'ouvrages ou d'articles de référence ou si vous connaissez des sites web de qualité traitant du thème abordé ici, merci de compléter l'article en donnant les références utiles à sa vérifiabilité et en les liant à la section « Notes et références ».
Cette page reprend seulement quelques-uns des personnages de L'Histoire des Trois Royaumes écrit par Luo Guanzhong au XIVe siècle d'après l'œuvre de Chen Shou écrite au IIIe siècle.

## Personnages du Royaume deWei

### Kong Xiu
Kong Xiu (?-200) est un officier du Wei chargé de la Porte de Dong Ling. Il tente d'empêcher Guan Yu de quitter le Wei, mais est instantanément éliminé.

« Or, devant eux, ils ne tardèrent pas à trouver la Passe de Tong-ling, gardée par un officier du nom de famille de K'ong et du nom personnel de Sieou, lequel avec un détachement de cinq cents hommes, en assurait la défense et la protection »

— Louo Kouan Tchong, Les Trois Royaumes, livre I, traduction de Nghiêm toan et Louis Ricaud, Flammarion, 2009, p. 556

### Li Feng
Li Feng (?-197) est le fils de Li Yan. Lorsque son père est congédié pour n'avoir pas réussi à livrer les provisions, Li Feng prend sa place comme Vice-Ministre et gère les réserves de provisions à Shouchun. Il est capturé et exécuté par Cao Cao.

### Song Xian
Song Xian (? - Mai 200) est un officier sous Lu Bu à partir de 193. Étant témoin de la punition de son ami pour une peccadille, lui, Hou Cheng et Wei Xu passent à Cao Cao.Plus tard, dans une bataille contre Yuan Shao, il est tué par le génèral Yan Liang.

« Yen Leang, la hallebarde en travers de sa selle, se tenait debout à cheval sous le portique de ses bannières de commandement. [...] Il n'y eut même pas trois joutes. Soudain, on vit se lever la main de Leang, la hallebarde retomber, et Song Hsien, décapité, s'écroula devant le front du combat »

— Louo Kouan Tchong, Les Trois Royaumes, livre I, traduction de Nghiêm toan et Louis Ricaud, Flammarion, 2009, p. 529

### Wei Xu
Wei Xu (? - Mai 200) est un officier sous Lu Bu à partir de 193. Avec Hou Cheng et Song Xian, il complote contre Cao Cao. À la bataille de Bai Ma, il défie Yan Liang en duel mais est tué en un seul coup.

## Personnages du Royaume deShu

### Zhuge Liang
Zhuge Liang (181-234) est le premier ministre du royaume de Shu, au service de Liu Bei. C'est un remarquable stratège et c'est grâce à lui que Liu Bei a pu former son alliance avec Sun Quan pour combattre Cao Cao. Il est interprété par l'acteur japonais Takeshi Kaneshiro dans l'adaptation cinématographique de 2008.

### Liang Gang
Liang Gang (?-197) est un officier de Yuan Shu. Il participe à la campagne contre Lu Bu en tant qu'officier en communication, mais celle-ci se solde par une défaite. Plus tard lorsque Cao Cao envahit le territoire de Yuan Shu. Liang Gang est capturé et exécuté.

### Yue Jiu
Yue Jiu	(?-197) est un officier de Yuan Shu. Il est responsable des communications militaires pendant la campagne contre la Province Xu. Lorsque Yuan Shu perd, il est capturé par les hommes de Cao Cao puis exécuté.

## Autres personnages

### Tian Feng
Tian Feng (? - Novembre 200) Stratège sous Yuan Shao qu'il rejoint après la capitulation de Han Fu en 191. Xun Yu décrit Tian Feng en ces termes : « Il défie son seigneur avec intégrité ». Il est emprisonné pour s'être opposé à la guerre d'usure proposée contre Cao Cao. Victime des calomnies de Feng Ji, il se suicide.